# Weidendorf (Bechhofen)

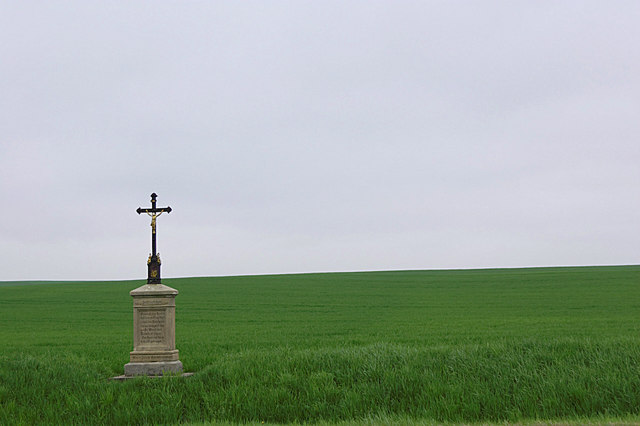
Feldkreuz an der Straße nach Thann

Weidendorf ist ein Gemeindeteil des Marktes Bechhofen im Landkreis Ansbach (Mittelfranken, Bayern). Weidendorf liegt in der Gemarkung Großenried.

## Geografie
Das Dorf liegt am rechten Ufer der Altmühl. Im Westen steigt das Gelände leicht an. Dort befinden sich die Stockäcker. Die Kreisstraße AN 55 führt nach Thann (2 km nordwestlich) bzw. nach Großenried zur Staatsstraße 2221 (1 km südöstlich).

## Geschichte
Im Jahre 1398 erhielt das Kloster Heilsbronn dort fünf Güter durch Tausch mit Burkhard von Wolmarshausen, dem man dafür Güter in Burkelbach bei Crailsheim gab.
Weidendorf lag im Fraischbezirk des eichstättischen Oberamtes Wahrberg-Herrieden. Die Dorf- und Gemeindeherrschaft übte das Rittergut Thann der Herren von Crailsheim aus. Grundherren waren das Rittergut Thann, Brandenburg-Ansbach und das eichstättische Kastenamt Herrieden (zwei Anwesen).
Mit dem Gemeindeedikt (frühes 19. Jahrhundert) wurde Weidendorf dem Steuerdistrikt und der Ruralgemeinde Großenried zugewiesen. Im Zuge der Gebietsreform in Bayern wurde Weidendorf am 1. Juli 1971 nach Bechhofen eingemeindet.

### Baudenkmäler
- Wegkreuz, gusseiserner Kruzifixus, auf Sandsteinsockel, Mitte 19. Jahrhundert; am Ortsausgang nach Großenried[8]
- Wegkapelle, kleiner massiver Satteldachbau, um 1925/30; mit Ausstattung; am Ortsausgang nach Thann[8]

### Einwohnerentwicklung
| Jahr      | 1818   | 1840   | 1861   | 1871   | 1885   | 1900   | 1925   | 1950   | 1961   | 1970   | 1987   | 2001   | 2011 | 2017   | 2023  |
| Einwohner | 67     | 69     | 70     | 71     | 93     | 69     | 81     | 115    | 106    | 97     | 79     | 89     | 89   | 91     | 94    |
| Häuser    | 16     | 16     |        |        | 16     | 16     | 15     | 16     | 17     |        | 22     |        |      |        |       |
| Quelle    | [ 10 ] | [ 11 ] | [ 12 ] | [ 13 ] | [ 14 ] | [ 15 ] | [ 16 ] | [ 17 ] | [ 18 ] | [ 19 ] | [ 20 ] | [ 21 ] |      | [ 22 ] | [ 1 ] |

## Religion
Der Ort ist römisch-katholisch geprägt und bis heute nach St. Laurentius (Großenried) gepfarrt. Die Protestanten sind nach St. Peter (Thann) gepfarrt.